# Bakopa okółkowa
Bakopa okółkowa (Bacopa myriophylloides) – gatunek rośliny z rodziny babkowatych. Występuje na siedliskach mokradłowych w Brazylii. Uprawiana jako ozdobna w akwariach.

## Uprawa
Bokopa okółkowa wymaga temperatury umiarkowanej (do 27 °C) oraz jaskrawego oświetlenia. Wymaga neutralnej wody (6–7 pH).